# Pythagorees drietal

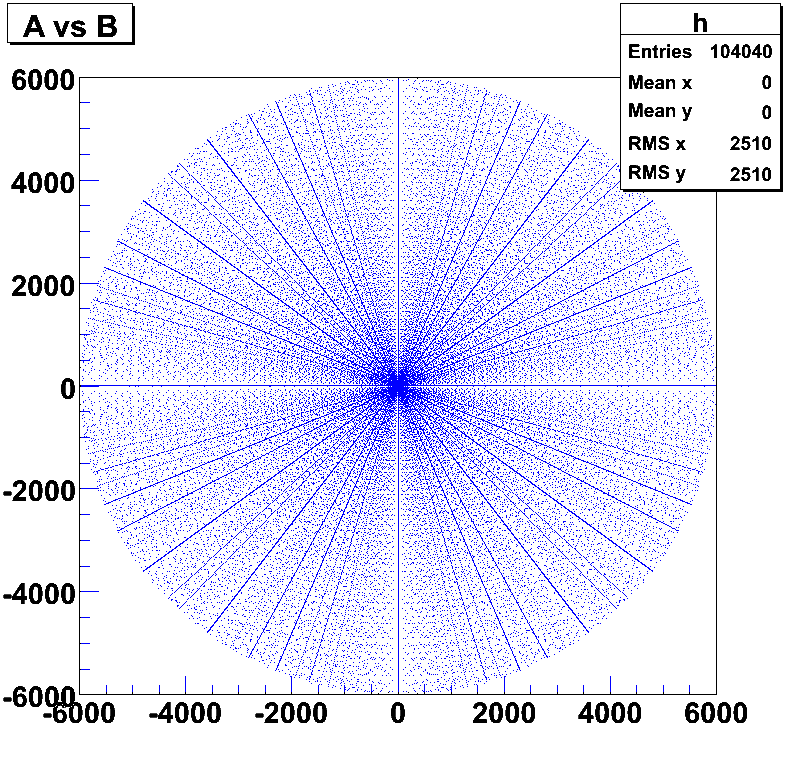
Scatterdiagram van de 'benen' van de pythagorese drietallen met kleiner dan 6000. Om de parabolische patronen duidelijk te maken zijn ook negatieve waarden opgenomen.

Een pythagorees drietal {\displaystyle (a,b,c)} bestaat uit drie positieve gehele getallen {\displaystyle a,b,c} waarvoor geldt {\displaystyle a^{2}+b^{2}=c^{2}}. De naam komt van de stelling van Pythagoras, aangezien dergelijke getallen kunnen optreden als de zijden van een rechthoekige driehoek met {\displaystyle c} als lengte van de schuine zijde. De oppervlakte van een dergelijke rechthoekige driehoek is dan per definitie een congruent getal. Een pythagorees drietal {\displaystyle (a,b,c)} wordt primitief genoemd als de grootste gemene deler van {\displaystyle a,b} en {\displaystyle c} gelijk aan 1 is.
Op kleitabletten uit de tijd van Hammurabi komen al pythagorese drietallen voor. Op het tablet Plimpton 322 bijvoorbeeld staan 15 drietallen, waaronder (56,90,106), (119,120,169) en zelfs (12709,13500,18541). Men kende ook in India zulke getallen. In de Baudhayana-Sulbasutra uit de 6e eeuw v.Chr. staan vijf drietallen. Het eenvoudigste pythagorees drietal (3,4,5) is bekend om zijn toepassing voor het bepalen van een rechte hoek. Daartoe gebruikte men een rondlopend touw met 12 knopen op gelijke afstanden.
Behalve het drietal (3,4,5) vormen ook veelvouden hiervan, zoals (6,8,10) en (9,12,15) pythagorese drietallen. Met {\displaystyle (a,b,c)} is ook {\displaystyle (ka,kb,kc)} voor ieder positieve gehele getal {\displaystyle k} een pythagorees drietal. Er zijn dus oneindig veel pythagorese drietallen, maar er zijn ook oneindig veel primitieve drietallen. In de onderstaande tabel staan de eerste drietallen. De drietallen met een grijze achtergrond zijn niet primitief.
Een heron-driehoek is een driehoek waarvan de lengten van de drie zijden rationaal zijn. Alle driehoeken met als zijden een pythagorees drietal zijn heron-driehoeken.
| a | 3 | 5  | 6  | 7  | 8  | 9  | 9  | 10 | 11 | 12 | 12 | 13 |
| b | 4 | 12 | 8  | 24 | 15 | 12 | 40 | 24 | 60 | 16 | 35 | 84 |
| c | 5 | 13 | 10 | 25 | 17 | 15 | 41 | 26 | 61 | 20 | 37 | 85 |

## Opsomming
De Zweedse wiskundige Berggren toonde in 1934 aan dat alle primitieve pythagorese drietallen van het eerste drietal (3, 4, 5) kunnen worden afgeleid. Dat gaat met behulp van drie lineaire transformaties, die door de volgende matrices worden voorgesteld:
{\displaystyle {\begin{array}{lcr}T_{1}={\begin{bmatrix}1&-2&2\\2&-1&2\\2&-2&3\end{bmatrix}}&T_{2}={\begin{bmatrix}1&2&2\\2&1&2\\2&2&3\end{bmatrix}}&T_{3}={\begin{bmatrix}-1&2&2\\-2&1&2\\-2&2&3\end{bmatrix}}\end{array}}}
Van elk primitief pythagorees drietal {\displaystyle (a,b,c)}, opgevat als kolomvector, worden door deze transformaties drie nieuwe primitieve pythagorese drietallen afgeleid. Er ontstaan geen dubbele drietallen en beginnend bij (3,4,5) worden alle primitieve pythagorese drietallen gevormd. De drietallen die op (3,4,5) volgen zijn:
{\displaystyle {\begin{array}{lcr}T1\ {\begin{bmatrix}3\\4\\5\end{bmatrix}}\ =\ {\begin{bmatrix}1&-2&2\\2&-1&2\\2&-2&3\end{bmatrix}}{\begin{bmatrix}3\\4\\5\end{bmatrix}}={\begin{bmatrix}5\\12\\13\end{bmatrix}},&T2\ {\begin{bmatrix}3\\4\\5\end{bmatrix}}\ =\ {\begin{bmatrix}1&2&2\\2&1&2\\2&2&3\end{bmatrix}}{\begin{bmatrix}3\\4\\5\end{bmatrix}}={\begin{bmatrix}21\\20\\29\end{bmatrix}}\ \end{array}}\ } en {\displaystyle \ T3\ {\begin{bmatrix}3\\4\\5\end{bmatrix}}\ =\ {\begin{bmatrix}-1&2&2\\-2&1&2\\-2&2&3\end{bmatrix}}{\begin{bmatrix}3\\4\\5\end{bmatrix}}={\begin{bmatrix}15\\8\\17\end{bmatrix}}}

### Primitieve drietallen
Voor alle positieve gehele getallen {\displaystyle m} en {\displaystyle n} met {\displaystyle m>n} geldt dat het drietal {\displaystyle (a,b,c)}, waarin
{\displaystyle a=m^{2}-n^{2}}
{\displaystyle b=2mn}
{\displaystyle c=m^{2}+n^{2}}
een pythagorees drietal is, want:
{\displaystyle a^{2}+b^{2}=(m^{2}-n^{2})^{2}+(2mn)^{2}=m^{4}-2m^{2}n^{2}+n^{4}+4m^{2}n^{2}=(m^{2}+n^{2})^{2}=c^{2}}
Een dergelijk drietal is dan en slechts dan primitief, als {\displaystyle m} en {\displaystyle n} relatief priem zijn en een ervan een even getal is. Zijn zowel {\displaystyle m} als {\displaystyle n} oneven, dan zijn {\displaystyle a,b} en {\displaystyle c} even en is het drietal niet primitief. Niet alle drietallen kunnen op deze wijze gegenereerd worden, maar wel alle primitieve drietallen. Dit laat tevens zien dat er oneindig veel primitieve pythagorese drietallen bestaan.

## Eigenschappen van primitieve pythagorese drietallen
Tenzij anders vermeld gelden de onderstaande eigenschappen voor primitieve pythagorese drietallen. Zoals uit de eerste eigenschap blijkt, is er van de getallen {\displaystyle a} en {\displaystyle b} één even en één oneven. Als dat van belang is zal het even getal worden aangegeven met {\displaystyle e} en het oneven met {\displaystyle o}. 
- een van de getallen {\displaystyle a} en {\displaystyle b} is oneven en het andere is even. Het getal {\displaystyle c} is dus oneven.
- De som {\displaystyle a+b+c} is even, en dit geldt ook voor niet-primitieve drietallen.
- Ten hoogste een van {\displaystyle a,b} en {\displaystyle c} is een kwadraat.
- {\displaystyle (c-a)(c-b)/2} is steeds een kwadraatgetal. Dit geldt ook voor niet-primitieve drietallen. Deze eigenschap is nuttig om na te gaan of een bepaald drietal pythagorees is. Het is wel een noodzakelijke voorwaarde, maar niet voldoende. Zo heeft het drietal (6, 12, 18) deze eigenschap, maar is niet pythagorees.
- {\displaystyle c-e} en {\displaystyle (c-o)/2} zijn beide kwadraatgetallen. Ook dit is een noodzakelijke, maar niet voldoende voorwaarde. Een tegenvoorbeeld is het drietal (1,8,9).
- Er zijn oneindig veel drietallen waarvan {\displaystyle c} een kwadraatgetal is.
- Er zijn oneindig veel drietallen waarvan {\displaystyle a} of {\displaystyle b} een kwadraatgetal is.
- {\displaystyle c+e} is het kwadraat van een oneven getal.
- {\displaystyle ab/2} is geen kwadraatgetal en ook niet het dubbele van een kwadraatgetal.
- Precies een van de getallen {\displaystyle a} en {\displaystyle b} kan door 3 worden gedeeld.
- Precies een van de getallen {\displaystyle a} en {\displaystyle b} is deelbaar door 4.
- Precies een van de getallen {\displaystyle a,b} en {\displaystyle c} is deelbaar door 5.
- Precies een van de getallen {\displaystyle a,b,a+b} en {\displaystyle b-a} is deelbaar door 7.
- Precies een van de getallen {\displaystyle a+c,b+c,c-a} en {\displaystyle c-b} is deelbaar door 8.
- Precies een van de getallen {\displaystyle a+c,b+c,c-a} en {\displaystyle c-b} is deelbaar door 9.
- Precies een van de getallen {\displaystyle e,o,2o+e,|2o-e|,2e+o} en {\displaystyle 2e-o} is deelbaar door 11.
- Precies een van de getallen {\displaystyle a,b,c,2c+a,2c+b,2c-a} en {\displaystyle 2c-b} is deelbaar door 13.
- Het grootste getal dat voor elk pythagorees drietal deler is van {\displaystyle abc} is 60.
- Elke priemfactor van {\displaystyle c} is van de vorm {\displaystyle 4n+1}.
- Ieder gehele getal groter dan 2 dat niet van de vorm {\displaystyle 4n+2} is, maakt deel uit van een primitief drietal.
- Ieder gehele getal groter dan 2 maakt deel uit van een primitief drietal of van een niet primitief drietal.
- Het getal {\displaystyle e} is deelbaar door 4.
- Er zijn oneindig veel drietallen waarvoor {\displaystyle c-e=1}
- Bij ieder oneven getal {\displaystyle j} zijn er oneindig veel drietallen waarvoor {\displaystyle c-e=j^{2}}.
- Er zijn oneindig veel drietallen waarvoor {\displaystyle c-o=2}. Er is geen drietal waarvoor {\displaystyle c-e=2}, omdat {\displaystyle c} oneven is en {\displaystyle e} even.
- Bij ieder oneven positief getal {\displaystyle k} zijn er oneindig veel drietallen waarvoor {\displaystyle c-o=2k^{2}}.
- Er zijn oneindig veel drietallen waarvoor {\displaystyle o-e=1}. Voorbeeld: {\displaystyle 20^{2}+21^{2}=29^{2}}.
- Bij elke twee oneven positieve gehele getallen {\displaystyle j} en {\displaystyle k} is er precies één drietal met {\displaystyle a+j^{2}=c=b+2^{k}}.
- Voor elk drietal is {\displaystyle c-e=j^{2}} met {\displaystyle j} oneven en {\displaystyle c-o=2k^{2}} met {\displaystyle k} geheel.
- Bij elk natuurlijk getal {\displaystyle n} zijn er {\displaystyle n} drietallen met gelijke {\displaystyle ab/2}, maar verschillende {\displaystyle c}.
- Bij elk natuurlijk getal {\displaystyle n} zijn er ten minste {\displaystyle n} drietallen met dezelfde {\displaystyle c}.
- Bij elk natuurlijk getal {\displaystyle n} zijn er ten minste {\displaystyle n} drietallen met dezelfde {\displaystyle a}.
- Voor ieder drietal zijn van de bijbehorende driehoek de straal van de ingeschreven cirkel en de stralen van de aangeschreven cirkels gehele getallen. De straal van de ingeschreven cirkel is {\displaystyle r=n(m-n)}, en voor de rechthoekszijden {\displaystyle m^{2}-n^{2}} en {\displaystyle 2mn}, en de hypotenusa {\displaystyle m^{2}+n^{2}} zijn de stralen van de aangeschreven cirkels {\displaystyle m(m-n),n(m+n)} en {\displaystyle m(m+n)}.
- Als het getal {\displaystyle ab/2} van een drietal gedeeld wordt door de stralen van de ingeschreven cirkel en de stralen van de aangeschreven cirkels, ontstaan vier natuurlijke getallen {\displaystyle w\geq x\geq y\geq z} waarvoor geldt dat {\displaystyle w,x,y} en {\displaystyle -z} voldoen aan de cirkelvergelijking van Descartes.[1]
- Er is geen drietal waarvan {\displaystyle c} en {\displaystyle a} of {\displaystyle c} en {\displaystyle b} deel uitmaken van en ander pythagorees drietal.[2]
- De primitieve pythagorese drietallen vormen op een natuurlijke manier een ternaire boom.
- Er zijn oneindig veel drietallen waarvan zowel {\displaystyle c} als {\displaystyle a+b} een kwadraat is. Het 'kleinste' van zulke drietallen is[3] {\displaystyle a=4.565.486.027.761}, {\displaystyle b=1.061.652.293.520} en {\displaystyle c=4.687.298.610.289}. Er geldt: {\displaystyle a+b=2.372.159^{2}} en {\displaystyle c=2.165.017^{2}}. Dit drietal wordt voortgebracht door de formule van Euclides met parameters {\displaystyle m=2.150.905} en {\displaystyle n=246.792}.
- Voor ieder drietal is de verhouding van {\displaystyle ab/2} en het kwadraat van de halve som {\displaystyle s} een uniek getal, gegeven door[4]

{\displaystyle {\frac {ab/2}{s^{2}}}={\frac {n(m-n)}{m(m+n)}}=1-{\frac {c}{s}}}